# Ledište
Ledište ili krutište je temperatura pri kojoj neka tvar prelazi iz tekućega u čvrsto agregatno stanje. Ovisi o tlaku, ali se u tablicama za pojedine tvari obično navode vrijednosti ledišta kod normiranog atmosferskoga tlaka (101 325 Pa). Pod većim tlakom ledište se snizuje, a pod manjim povisuje. Ledište slitina i čvrstih otopina redovito je niže od ledišta pojedinih komponenata. Kako bi se pokusima utvrdila temperatura na kojoj postoji ravnoteža između čvrstog i tekućeg agregatnog stanja neke tvari, pogodnije je izmjeriti njezino talište, jer je pri određivanju ledišta često potrebno pothlađivanje tvari da bi započela kristalizacija.
Smrzavanje ili zaleđivanje je hlađenje tvari na temperature niže od ledišta. Tako se na primjer živežne namirnice izlažu smrzavanju kako bi se postiglo bakteriostatsko djelovanje (konzerviranje).

Temperatura ledišta nekog otapala (voda, alkohol, aceton...) razlikuje se od temperature ledišta otopine neke krute tvari u tom otapalu. Otopine imaju nižu temperaturu ledišta od čistog otapala. Dakle otopljena kruta tvar uzrokuje sniženje temperature ledišta otopine, koje ovisi broju čestica otopljene tvari u otopini. Ta pojava sniženja ledišta koristi se u metodi krioskopije i predstavlja jedno od koligativnih svojstava otopina.

## Talište
Talište je temperatura pri kojoj neka tvar prelazi iz čvrstoga u tekuće agregatno stanje. Ovisi o tlaku, ali se u tablicama za pojedine tvari obično navode vrijednosti tališta kod normiranog atmosferskoga tlaka (101 325 Pa). Pod većim tlakom talište se snizuje, a pod manjim povisuje. Talište slitina i čvrstih otopina redovito je niže od tališta pojedinih komponenata. Temperatura skrućivanja, što je obrnuta pojava prelaska iz kapljevitog u kruto stanje, zove se krutište (za vodu se tradicionalno koristi pojam ledište). Za većinu tvari talište je jednako krutištu, na primjer kod žive su na 234,32 kelvina (−38,83 °C). Za neke se tvari razlikuju, na primjer organski se polimer agar tali iznad 85 °C, a skrućivati se počinje tek kada se temperatura spusti između 32 °C i 40 °C. Taj fenomen zovemo histereza. Kod nekih tvari, kao što je staklo, dolazi do postupnog skrućivanja bez kristalizacije pa se krutište i talište ne mogu točno odrediti. To su takozvane amorfne krutine.
Talište vode (leda) je na 0 °C (273 K). Ako u vodi ima sitnih čestica koje djeluju kao jezgre kristalizacije ledište je jednako talištu, međutim potpuno čista voda se može pothladiti do −42 °C (231 K) prije nego što se počne smrzavati. Za razliku od vrelišta, talište je relativno neosjetljivo na promjenu tlaka. Kemijski element s najvišom temperaturom tališta koja iznosi 3 695 K (3 422 °C) je volfram. S druge strane ljestvice je helij koji se pri normalnom tlaku ne skrućuje čak ni na apsolutnoj nuli.
Mnogo točnija definicija tališta (ili ledišta) jest da je to temperatura pri kojoj su čvrsta i tekuća faza neke tvari pri određenom tlaku u ravnoteži. 